# Schoenobius parabolistes
Schoenobius parabolistes là một loài bướm đêm trong họ Crambidae.